# 정제 (테니스 선수)
정제(중국어 간체자: 郑洁, 정체자: 鄭潔, 병음: Zhèng Jié; 1983년 7월 5일~)는 중화인민공화국의 여자 프로 테니스 선수이다.
그녀는 그랜드 슬램 대회인 2006년 호주 오픈과 윔블던 복식에서 우승했으며, 이에 힘입어 2006년 7월 여자 복식 세계 랭킹 3위까지 오르기도 했다. 단식의 경우 2008년 윔블던과 2010년 호주 오픈에서 4강까지 올랐으며, 이는 중국인 선수로는 최초 기록이었다.

## 같이 보기
- 분류:중국의 테니스 선수